# باشگاه فوتبال آرما
باشگاه فوتبال آرما (اندونزیایی: Arema Indonesia) یک باشگاه فوتبال در شهر مالنگ٬ استان جاوه شرقی٬ واقع در کشور اندونزی می‌باشد که در سوپر لیگ فوتبال اندونزی بازی می‌کند.
این باشگاه در تاریخ ۱۹۸۷ تأسیس شده‌است.